# Smokie
Smokie ist eine britische Pop-Rock-Band, die zu den populärsten Gruppen der 1970er Jahre gehörte. Ihre erfolgreichsten Titel sind Living Next Door to Alice, Lay Back in the Arms of Someone, Oh Carol, Mexican Girl, Needles and Pins und For a Few Dollars More.

## Geschichte

### Bandgründung
In den frühen 1970er Jahren gründeten Sänger Chris Norman (* 25. Oktober 1950, Redcar), Gitarrist Alan David Silson (* 21. Juni 1951, Bradford) und Bassist Terence David „Terry“ Uttley (* 9. Juni 1951, Bradford; † 17. Dezember 2021), die sich von der St. Bedes Grammar School in Bradford kannten, eine Band, nannten sich The Yen und später The Sphynx. Ohne großen Erfolg spielten sie in den Bars der Gegend. Sie änderten ihren Bandnamen in The Elisabethans und später in Kindness, sammelten Bühnenerfahrung und erspielten sich eine kleine Fangemeinde.

### Erste Erfolge
1974 lernten sie über Bill Hurley den Schlagzeuger Peter David „Pete“ Spencer (* 13. Oktober 1948, Leeds) kennen und nahmen Kontakt zum berühmten Songwriter-Duo Nicky Chinn und Mike Chapman (Chinnichap Records) auf, das durch die Zusammenarbeit mit Künstlern wie The Sweet, Suzi Quatro und Mud schon große Erfolge feiern konnte. Mit dem Songwriter-Team im Rücken und ihrem Manager und Produzenten Mickie Most, dem erfolgreichsten britischen Pop-Lieferanten der 1960er und 1970er Jahre, standen die Vorzeichen gut. Most besorgte ihnen einen Plattenvertrag und die Band wurde insbesondere in den Jahren 1974 und 1975, in denen sie nunmehr unter dem Bandnamen Smokey spielten und produzierten, schnell populär.
Ihr erstes Album Pass It Around erschien 1975. Die gleichnamige Single floppte, doch die Band erregte erste Aufmerksamkeit und noch im selben Jahr erschien eine zweite LP. Die erste Single aus Changing All the Time war dann ein überraschender Erfolg: If You Think You Know How to Love Me machte die vier Nordengländer über Nacht zu Stars auf der Insel. Auch in Deutschland hielt sich der Titel ein halbes Jahr in den Charts und erreichte dort Platz 8. In Norwegen stieg der Titel kurzzeitig auf Platz 6.

### Umbenennung und Karrierehöhepunkt
Der amerikanische Soul-Sänger Smokey Robinson wurde auf die Band aufmerksam und setzte per Gericht durch, dass das Quartett nicht seinen Künstlernamen tragen dürfe. Mit dem dritten Longplayer Midnight Café folgte damit der nun endgültige Bandname Smokie mit „ie“. 1977 hatte die Band ihren Durchbruch: Auf dem Greatest Hits-Album befand sich der Song Living Next Door to Alice (eine Coverversion eines Songs, den Chinn und Chapman bereits 1972 für die Gruppe New World geschrieben hatten), ebenso produziert unter dem Label von Most und der bis heute größte Hit Smokies. Auch in den USA wurde die Gruppe nun populär.
Allein in Deutschland belegte Smokie im Jahr 1977 für 14 Wochen Platz eins der Single-Charts (neun Wochen mit Living Next Door to Alice), erstmals am 7. Februar 1977 und weitere fünf Wochen mit Lay Back in the Arms of Someone (siehe Liste der Nummer-eins-Hits in Deutschland (1977)). Die folgenden LPs Bright Lights & Back Alleys (1977) und The Montreux Album (1978) mit zahlreichen Eigenkompositionen der Gruppe enthielten eine Reihe weiterer Hits. Mit den Singleauskopplungen It’s Your Life, Needles and Pins, For a Few Dollars More, Oh Carol und Mexican Girl landeten sie zahlreiche hohe Top-Ten-Platzierungen in ganz Europa. Die Pop-Presse überhäufte sie in dieser Zeit mit Publikumspreisen (unter anderem den Goldenen Otto der Bravo).

### Trennung und Wiedervereinigung
1979 war mit dem Album The Other Side of the Road der Zenit in kommerzieller Hinsicht überschritten. Obwohl das Album vielseitiger, innovativer und rockiger als die vorherigen Alben war, konnte Smokie damit nicht mehr an die großen Erfolge anknüpfen. Die Singles Do to Me, Babe, It’s Up to You und San Francisco Bay brachten der Gruppe die hinteren Ränge der Top Ten. Nach dem Solid-Ground-Album 1981 und Strangers in Paradise 1982 war es vorbei mit den großen Erfolgen. Abhilfe konnte auch nicht der Wechsel zu Repertoire Records (Midnight Delight) im selben Jahr schaffen. 1982 trennte sich die Band, kam aber 1985 anlässlich eines Konzerts zugunsten der Opfer der Feuerkatastrophe im Bradforder Fußballstadion wieder zusammen und entschloss sich, wieder miteinander zu touren.
1986 trennte sich Chris Norman dann endgültig von der Band und hatte im Mai desselben Jahres mit dem von Dieter Bohlen produzierten Song Midnight Lady aus dem Schimanski-Tatort Der Tausch einen Solo-Hit (sechs Wochen Platz 1 in Deutschland). Smokie tingelten derweil mit ihrem neuen Sänger Alan Barton (* 16. September 1953) durch die Lande. Norman und Bohlen beendeten ihre Zusammenarbeit, und Bohlen produzierte 1989 für Smokie den Song Young Hearts. Die Single erreichte Platz 43 der deutschen Charts. Die fünf Alben mit dem charismatischen Alan Barton (zwischen 1988 und 1993) spiegelten den klassischen Smokie-Stil und waren insbesondere in Skandinavien überaus erfolgreich, mehrere dieser Alben belegten in Norwegen Platz 1 der Charts. 1994 folgte „Celebration“ und Smokie waren überall in Europa ausgebucht.
Nach einem Konzert in Lennestadt-Meggen am 19. März 1995 geriet der Kleinbus eines Shuttle-Dienstes, der die Band zum Düsseldorfer Flughafen bringen sollte, auf der A 4 bei Bergneustadt in einen Hagelschauer, kam von der eisglatten Fahrbahn ab, stürzte eine Böschung hinab und überschlug sich mehrfach. Während die anderen Bandmitglieder und der Fahrer des Shuttle-Dienstes mit Prellungen und Schürfwunden davonkamen, erlag Alan Barton am 23. März 1995 im Krankenhaus Köln-Merheim seinen schweren Kopfverletzungen. Nachfolger wurde Mike Craft (* 4. April 1958), ein Freund der Band.
Nachdem Alan Silson 1996 die Band aus gesundheitlichen Gründen verlassen hatte, war der Bassist Terry Uttley das letzte Bandmitglied der Originalbesetzung von 1974.

### Situation nach 2000
Anlässlich Chris Normans Sieg in der Comeback-Show von ProSieben stand die Originalbesetzung von Smokie im Finale am 5. April 2004 noch einmal gemeinsam auf der Bühne und spielte Lay Back in the Arms of Someone.
Mitglieder der Band Smokie waren später neben Uttley und Craft der Lead-Gitarrist Mick McConnell (* 22. März 1964), der Keyboarder Martin Bullard (* 8. Juli 1956) und der Schlagzeuger Steve Pinnell (* 3. Juni 1952). Auf Oldie-Festivals steht die Band immer noch häufig auf der Bühne.
Im Oktober 2013 wurde Uttleys Biografie Smokie – Life beyond Alice veröffentlicht (Verlag Peakpublish). 2010 erlangte Smokie einen neuen Chart-Erfolg mit der CD Take a Minute, die neues Material enthielt. Sie wurde im August desselben Jahres in Dänemark veröffentlicht und erreichte Platz 3 der dänischen Albumcharts. Die Veröffentlichung in den übrigen skandinavischen Ländern und Deutschland erfolgte im Oktober mit der Single Sally's Song (The Legacy Goes On)
Im April 2021 gab die Band bekannt, dass Mike Craft entschieden habe, sich von der Band zu trennen. Nur wenige Tage später wurde bekanntgegeben, dass Pete Lincoln (ehem. The Sweet und Sailor (Band), aktuell Frontm3n) Craft als Sänger ersetzt.
Am 16. Dezember 2021 starb Terry Uttley im Alter von 70 Jahren nach kurzer Krankheit.

## Diskografie
Studioalben

| Jahr       | Titel Musiklabel                                                                           | Höchstplatzierung, Gesamtwochen/‑monate, AuszeichnungChartplatzierungen (Jahr, Titel, Musiklabel, Platzierungen, Wochen/Monate, Auszeichnungen, Anmerkungen) | Höchstplatzierung, Gesamtwochen/‑monate, AuszeichnungChartplatzierungen (Jahr, Titel, Musiklabel, Platzierungen, Wochen/Monate, Auszeichnungen, Anmerkungen) | Höchstplatzierung, Gesamtwochen/‑monate, AuszeichnungChartplatzierungen (Jahr, Titel, Musiklabel, Platzierungen, Wochen/Monate, Auszeichnungen, Anmerkungen) | Höchstplatzierung, Gesamtwochen/‑monate, AuszeichnungChartplatzierungen (Jahr, Titel, Musiklabel, Platzierungen, Wochen/Monate, Auszeichnungen, Anmerkungen) | Höchstplatzierung, Gesamtwochen/‑monate, AuszeichnungChartplatzierungen (Jahr, Titel, Musiklabel, Platzierungen, Wochen/Monate, Auszeichnungen, Anmerkungen) | Anmerkungen                                                  |
| Jahr       | Titel Musiklabel                                                                           | DE | AT | CH | UK | US | Anmerkungen                                                  |
| ---------- | ------------------------------------------------------------------------------------------ | --- | --- | --- | --- | --- | ------------------------------------------------------------ |
| als Smokey |                                                                                            | | | | | |                                                              |
|            |                                                                                            | | | | | |                                                              |
| 1975       | Pass It Around RAK Records (EMI)                                                           | — | — | — | — | — | Erstveröffentlichung: 14. Februar 1975                       |
| 1975       | Changing All the Time RAK Records (EMI)                                                    | DE16 (5 Mt.)DE | — | — | UK18 Silber · (5 Wo.)UK | — | Erstveröffentlichung: 22. September 1975 Verkäufe: + 60.000  |
| als Smokie |                                                                                            | | | | | |                                                              |
|            |                                                                                            | | | | | |                                                              |
| 1976       | Midnight Café RAK Records (EMI)                                                            | DE6 (9½ Mt.)DE | — | — | — | US173 (6 Wo.)US | Erstveröffentlichung: 9. April 1976                          |
| 1977       | Bright Lights & Back Alleys RAK Records (EMI)                                              | DE6 Gold · (8½ Mt.)DE | AT6 (4 Mt.)AT | — | UK— SilberUK | — | Erstveröffentlichung: 29. September 1977 Verkäufe: + 310.000 |
| 1978       | The Montreux Album RAK Records (EMI)                                                       | DE3 Gold · (6 Mt.)DE | AT6 (5 Mt.)AT | — | UK52 Silber · (2 Wo.)UK | — | Erstveröffentlichung: 12. September 1978 Verkäufe: + 310.000 |
| 1979       | The Other Side of the Road RAK Records (EMI)                                               | DE17 (23 Wo.)DE | AT7 (2 Mt.)AT | — | — | — | Erstveröffentlichung: November 1979                          |
| 1981       | Solid Ground RAK Records (EMI)                                                             | — | — | — | — | — | Erstveröffentlichung: September 1981                         |
| 1982       | Strangers in Paradise RAK Records (EMI)                                                    | — | — | — | — | — | Erstveröffentlichung: März 1982                              |
| 1982       | Midnight Delight Repertoire Records (Teldec)                                               | — | — | — | — | — | Erstveröffentlichung: Oktober 1982                           |
| 1988       | All Fired Up! SPV Records                                                                  | — | — | — | — | — | Erstveröffentlichung: 1988                                   |
| 1989       | Boulevard of Broken Dreams Polydor                                                         | — | — | — | — | — | Erstveröffentlichung: 18. Juli 1989                          |
| 1990       | Whose Are These Boots? Polydor                                                             | — | — | — | — | — | Erstveröffentlichung: 1990                                   |
| 1992       | Chasing Shadows Electrola (EMI)                                                            | DE51 (10 Wo.)DE | — | — | — | — | Erstveröffentlichung: 27. August 1992                        |
| 1993       | Burnin’ Ambition Electrola (EMI)                                                           | — | — | — | — | — | Erstveröffentlichung: 13. September 1993                     |
| 1995       | The World and Elsewhere Deshima Records (SPV)                                              | DE77 (5 Wo.)DE | — | CH41 (3 Wo.)CH | — | — | Erstveröffentlichung: 30. Oktober 1995                       |
| 1998       | Wild Horses – The Nashville Album Ritz Records (EMI)                                       | — | — | — | — | — | Erstveröffentlichung: 16. März 1998                          |
| 2000       | Uncovered auch bekannt als: Uncovered – The Very Best of Smokie Coconut Records (Sony BMG) | DE84 Gold · (1 Wo.)DE | — | — | UK63 (3 Wo.)UK | — | Erstveröffentlichung: 1. September 2000 Verkäufe: + 200.000  |
| 2001       | Uncovered Too Coconut Records (Sony BMG)                                                   | — | — | — | — | — | Erstveröffentlichung: 27. Juni 2002 Verkäufe: + 65.000       |
| 2004       | On the Wire Coconut Records (Sony BMG)                                                     | — | — | — | — | — | Erstveröffentlichung: 8. Mai 2004                            |
| 2010       | Take a Minute Ferryhouse (WMG)                                                             | — | — | — | — | — | Erstveröffentlichung: 15. Oktober 2010                       |
| 2018       | Discover What We Covered Bellevue Entertainment                                            | — | — | — | — | — | Erstveröffentlichung: 25. Juli 2018                          |

grau schraffiert: keine Chartdaten aus diesem Jahr verfügbar

## Auszeichnungen
- Bravo Otto
  - 1977: „Gold“ in der Kategorie „Band“
  - 1978: „Gold“ in der Kategorie „Band“
  - 1979: „Bronze“ in der Kategorie „Band“

- Löwe von Radio Luxemburg
  - 1977: „Gold“ (Living Next Door to Alice)

## Belege
1. ↑  Smokie Bassist Terry Uttley’s Sudden Death at 70 Confirmed. 18. Dezember 2021, abgerufen am 19. Dezember 2021 (englisch).
2. ↑  Spirit of Smokie. 24. Januar 2012, archiviert vom Original am 24. Januar 2012; abgerufen am 23. Juli 2021 (englisch).
3. ↑  Gestorben – Mickie Most. In: Der Spiegel. Nr. 24, 2003 (online).
4. ↑  Suchergebnisse in der Musikdatenbank für „Smokey“. hitparade.ch, abgerufen am 2. Januar 2015.
5. ↑  Smokey - If You Think You Know How To Love Me. Hung Medien, abgerufen am 23. Juli 2021.
6. ↑  Smokie - Living Next Door To Alice - hitparade.ch. Hung Medien, abgerufen am 23. Juli 2021.
7. ↑   Quelle: https://www.chartsurfer.de/artist/smokie/album-frcp.html
8. ↑  Smokie – Die Band. In: www.laut.de. 2. Juli 2021, abgerufen am 23. Juli 2021.
9. ↑  Smokie - Take A Minute. In: danishcharts.com. 20. August 2010, abgerufen am 23. Juli 2021.
10. ↑  Smokie – Sally's Song (The Legacy Goes On) (2010, CD). In: discogs.com. 10. August 2010, abgerufen am 23. Juli 2021 (englisch).
11. ↑  MIKE STEPS DOWN. Abgerufen am 19. April 2021 (englisch).
12. ↑  SMOKIE FANS ........ MEET PETE. Abgerufen am 19. April 2021 (englisch).
13. ↑  Martin Schüler: Smokie: Bassist und Gründungsmitglied Terry Uttley ist tot. In: RollingStone.de. 20. Dezember 2021, abgerufen am 20. Dezember 2021.

- v
- d
- b